# Cycas tropophylla
Cycas tropophylla är en kärlväxtart som beskrevs av Kenneth D. Hill och S.L. Yang. Cycas tropophylla ingår i släktet Cycas, och familjen Cycadaceae. IUCN kategoriserar arten globalt som nära hotad. Inga underarter finns listade i Catalogue of Life.